# Янь Цзягань
Янь Цзяга́нь (кит. трад. 嚴家淦, упр. 严家淦, пиньинь Yán Jiāgàn; 1905—1993) — китайский политик, президент Китайской республики в 1975—1978 годах.

## Биография
Янь Цзягань родился 23 октября 1905 года в уезде Усянь провинции Цзянсу (ныне — часть Сучжоу). Учился в Университете Сент-Джонс в Шанхае, получив степень магистра химии.
В 1945 году Янь Цзягань перебрался на Тайвань, возвращённый Китаю по итогам Второй мировой войны. С 1947 года возглавил экономический департамент правительства провинции Тайвань, участвовал в подготовке и введении в обращение нового тайваньского доллара.
Полученный опыт позволил Янь Цзяганю впоследствии стать губернатором провинции Тайвань и возглавить министерство финансов Китайской республики. В декабре 1963 года Янь Цзягань был избран председателем Исполнительного Юаня Китайской республики, а в 1966 и 1972 годах — вице-президентом Китайской республики. Поэтому, когда 5 апреля 1975 года скончался президент Китайской республики Чан Кайши, в соответствии с Конституцией Китайской республики Янь Цзягань с 6 апреля 1975 года стал исполнять обязанности президента Китайской республики до следующих очередных президентских выборов. На время президентства Янь Цзяганя выпало осуществление «десяти крупных инфраструктурных проектов» Китайской республики.
На выборах 1978 года новым президентом Китайской республики был избран Цзян Цзинго. Янь Цзягань был приглашён возглавить в качестве почётного председателя Движение за культурное возрождение и Музей императорского дворца. В 1990—1991 годах он ушёл в отставку со всех постов, а в 1993 году скончался в возрасте 88 лет.

## Политическая карьера
В 1931 году Янь начал работать менеджером Шанхайской железнодорожной администрации. Янь начал работать директором финансового отдела правительства провинции Фуцзянь в августе 1939 года. В течение своего срока он инициировал политику уплаты земельного налога для фермеров с их сельскохозяйственной продукции. Затем эта политика была принята по всей стране и внесла значительный вклад в снабжение страны продовольствием во время Второй мировой войны.
Ранее Янь занимал посты министра экономики, министра финансов и губернатора провинции Тайвань. Он стал премьер-министром 16 декабря 1963 года.
В 1966 году Национальная ассамблея избрала Яня вице-президентом и переизбрала его в 1972 году. Днём 5 января 1973 года Янь посетил Вашингтон, округ Колумбия, и встретился с президентом США Ричардом Никсоном. Янь стал вторым президентом после смерти Чан Кайши, а позже его сменил сын Чана, председатель Гоминьдана и премьер-министр Цзян Цзинго. После своего президентства Янь был председателем Совета по культурному возрождению Китая и председателем правления Национального дворца-музея до 1991 года.